# Списък на темите в Анатомията на Грей: VII. Вени
Темите (164-174) по-долу са покрити в глава VII-ма: Вени от Анатомията на Грей (версия от 1918 г.)

## Въведение(Тема 164)

### Страница 641
- Повърхностна вена (v. superficialis)
- Дълбока вена (v. profunda)
- Venæ comitantes
- Venous sinuses

## Белодробна вена(Тема 165)

### Страница 642
- Белодробна вена (v. pulmonalis)

### Венинасърцето(Тема 166)

#### Страница 642
- Coronary sinus (sinus coronarius)
  - valve of the coronary sinus (valve of Thebesius)
  - Great cardiac vein (v. cordis magna; left coronary vein)
    - left marginal vein

  - Small cardiac vein (v. cordis parva; right coronary vein)
    - right marginal vein

#### Страница 643
- Coronary sinus (sinus coronarius)
  - Middle cardiac vein (v. cordis media)
  - Posterior vein of the left ventricle (v. posterior ventriculi sinistri)
  - Oblique vein of the left atrium (v. obliqua atrii sinistri; oblique vein of Marshall)
    - ligament of the лявата празна вена (lig. venæ cavæ sinistræ vestigial fold of Marshall)
- not ending in the coronary sinus
  - anterior cardiac veins
  - smallest cardiac veins (veins of Thebesius)

#### Венинаглаватаилицето(Тема 167)

##### Страница 644
- frontal vein (v. frontalis)
  - nasal arch

##### Страница 645
- Инфраорбитална вена (v. supraorbitalis)
- Ъглова вена (v. angularis)
- Предна лицева вена (v. facialis anterior)
  - Обща лицева вена (v. facialis communis)
  - Дълбока лицева вена (v. facialis profunda)
- Повърхностна слепоочна вена (v. temporalis superficialis)
  - Средна слепоочна вена (v. temporalis media)
  - Задна лицева вена (v. facialis posterior)
  - Superficial temporal vein (transverse facial)
  - Орбитална вена (v. orbitalis)
  - pterygoid plexus (plexus pterygoideus)

##### Страница 646
- Вътрешна горночелюстна вена (v. maxillaris interna)
- posterior facial vein (v. facialis posterior; temporomaxillary vein)
- posterior auricular vein (v. auricularis posterior)
- Тилна вена (v. occipitalis)

#### Венинаврата(Тема 168)

##### Страница 646
- Външна яремна вена (v. jugularis externa)

##### Страница 647
- Външна яремна вена (v. jugularis externa)
  - sinus
- Задна външна яремна вена (v. jugularis posterior)
- Предна яремна вена (v. jugularis anterior)

##### Страница 648
- Предна яремна вена (v. jugularis anterior)
  - venous jugular arch
- Вътрешна яремна вена (v. jugularis interna)
  - superior bulb
  - inferior bulb
  - Inferior petrosal sinus (sinus petrosus inferior)
  - Езична вена (v. lingualis)
  - ranine vein

##### Страница 649
- Вътрешна яремна вена (v. jugularis interna)
  - Pharyngeal veins (vv. pharyngeæ)
  - Superior thyroid vein (v. thyreoidea superioris)
  - Middle thyroid vein
- Прешленна вена (v. vertebralis)

##### Страница 651
- Прешленна вена (v. vertebralis)
  - Предна прешленна вена (v. vertebralis anterior)
- Deep cervical vein (v. cervicalis profunda; posterior vertebral or posterior deep cervical vein)

#### Thediploic veins(Тема 169)

##### Страница 651
- diploic veins

#### Венинамозъка(Тема 170)

##### Страница 652
- Мозъчна вена (v. cerebri)
  - external veins
  - Горна мозъчна вена (v. cerebri superior)
  - Superficial middle cerebral vein (v. cerebri media; superficial Sylvian vein)
    - great anastomotic vein of Trolard
    - posterior anastomotic vein of Labbé

  - Долна мозъчна вена (v. cerebri inferior)

##### Страница 653
- Мозъчна вена (v. cerebri)
  - basal vein
    - Предна мозъчна вена (v. cerebri anterior)
    - deep middle cerebral vein (deep Sylvian vein)
    - inferior striate veins

  - Вътрешна мозъчна вена (v. cerebri interna)
    - terminal vein and choroid vein
    - Голяма мозъчна вена (v. cerebri magna)

  - terminal vein (v. terminalis; vena corporis striati)
    - choroid vein

  - Голяма мозъчна вена (v. cerebri magna)
- cerebellar veins
  - superior cerebellar veins (vv. cerebelli superiores)
  - inferior cerebellar veins (vv. cerebelli inferiores)

#### Thesinusesof thedura mater,ophthalmic veinsandemissary veins(Тема 171)

##### Страница 654
- sinuses of the dura mater (Sinus durae matris)
- postero-superior group
  - superior sagittal sinus (sinus sagittalis superior; superior longitudinal sinus)

##### Страница 655
- postero-superior group
  - superior sagittal sinus (sinus sagittalis superior; superior longitudinal sinus)
    - chordae Willisii
    - venous lacunae
    - arachnoid granulations

  - inferior sagittal sinus (sinus sagittalis inferior; inferior longitudinal sinus)
  - straight sinus (sinus rectus; tentorial sinus)

##### Страница 657
- postero-superior group
  - transverse sinuses (sinus transversus; lateral sinuses)
    - sigmoid sinus

##### Страница 658
- postero-superior group
  - transverse sinuses (sinus transversus; lateral sinuses)
    - petrosquamous sinus

  - occipital sinus (sinus occipitalis)
  - Confluence of the sinuses (confluens sinuum; torcular Herophili)
- antero-inferior group
  - cavernous sinuses (sinus cavernosus)
    - sphenoparietal sinus

  - ophthalmic veins (Vena ophthalmica)

##### Страница 659
- antero-inferior group
  - ophthalmic veins (Vena ophthalmica)
    - Superior ophthalmic vein (v. ophthalmica superior)
      - nasofrontal vein

    - Inferior ophthalmic vein (v. ophthalmica inferior)

  - intercavernous sinuses (sini intercavernosi)
    - circular sinus

  - superior petrosal sinus (sinus petrosus superior)
  - inferior petrosal sinus (sinus petrosus inferior)

##### Страница 660
- basilar plexus
- Emissary veins (emissaria)

### Венинагорния крайникигръдния кош(Тема 172)

#### Superficial veinsof theUpper extremity

##### Страница 660
- Digital veins
  - dorsal digital veins
  - dorsal metacarpal veins

##### Страница 661
- volar digital veins
- intercapitular veins
- Радиална кожна вена (v. cephalica)
- vena mediana cubiti (median basilic vein)

##### Страница 662
- accessory cephalic vein (v. cephalica accessoria)
- basilic vein (v. basilica)
- median antibrachial vein (v. mediana antibrachii)

#### Deep veinsof theUpper extremity

##### Страница 663
- Deep veins of the Hand
  - superficial and deep volar venous arch
  - common volar digital veins
  - proper volar digital veins
  - volar metacarpal veins
  - dorsal metacarpal veins
- deep veins of the forearm
  - Радиална вена (v. radiales)
  - Лакътна вена (v. ulnaris)
- Мишнична вена (v. brachialis)
- Подмишнична вена (v. axillaris)

##### Страница 664
- Подключична вена (v. subclavia)

#### Венинагръдния кош

##### Страница 664
- Главово-мишнична вена (v. brachiocephalica)
  - Right innominate vein (v. anonyma dextra)

##### Страница 666
- Главово-мишнична вена (v. brachiocephalica)
  - Left innominate vein (v. anonyma sinistra)
    - internal mammary veins (vv. mammariæ internæ, Internal thoracic vein)
    - superior phrenic vein
    - inferior thyroid veins (vv. thyreoideæ inferiores)
    - highest intercostal vein (v. intercostalis suprema; superior intercostal veins)
- Горна празна вена (v. cava superior)

##### Страница 667
- azygos vein (v. azygos; vena azygos major)
  - ascending lumbar vein
- intercostal veins on the left side
  - Hemiazygos vein (v. hemiazygos; vena azygos minor inferior)
  - Accessory hemiazygos vein (v. hemiazygos accessoria; vena azygos minor superior)
  - Bronchial veins (vv. bronchiales)

#### Венинагръбначния стълб

##### Страница 668
- external vertebral venous plexuses (plexus venosi vertebrales externi; extraspinal veins)
  - anterior external plexuses
  - posterior external plexuses
- internal vertebral venous plexuses (plexus venosi vertebrales interni; intraspinal veins)
  - anterior internal plexuses
  - posterior internal plexuses
  - venous rings (retia venosa vertebrarum)
- basivertebral veins (vv. basivertebrales)

##### Страница 669
- intervertebral veins (vv. intervertebrales)
- veins of the medulla spinalis (vv. spinales; veins of the spinal cord)

### Венинадолния крайник,коремаитаза(Тема 173)

#### Повърхностни венинадолния крайник

##### Страница 669
- dorsum of the foot
  - dorsal digital veins
  - intercapitular veins
  - common digital veins
  - dorsal venous arch
  - medial and a lateral marginal vein
- sole of the foot
  - plantar cutaneous venous arch
  - plantar cutaneous venous net-work
- Голяма подкожна вена (v. saphena magna)

##### Страница 670
- accessory saphenous vein
- thoracoepigastric vein
- Малка подкожна вена (v. saphena parva)

#### Дълбоки венинадолния крайник

##### Страница 671
- plantar digital veins (vv. digitales plantares)
  - intercapitular veins

##### Страница 672
- plantar digital veins (vv. digitales plantares)
  - Метатарзална вена (v. metatarsales plantares)
  - deep plantar venous arch
  - medial plantar vein and lateral plantar vein
- Задна голямопищялна вена (v. tibialis posterior)
  - peroneal veins
- Предна голямопищялна вена (v. tibialis anterior)
- Подбедрена вена (v. poplitea)
- Бедрена вена (v. femoralis)
- Дълбока бедрена вена (v. profunda femoris)

#### Външна хълбочна вена

##### Страница 672
- Външна хълбочна вена (v. iliaca externa)
  - Долна епигастрална вена (v. epigastrica inferior)

##### Страница 673
- Външна хълбочна вена (v. iliaca externa)
  - Deep iliac circumflex vein (v. circumflexa ilium profunda)
  - Pubic vein

#### Вътрешна хълбочна вена

##### Страница 673
- Вътрешна хълбочна вена (v. iliaca interna)

##### Страница 674
- Tributaries на вътрешната хълбочна вена
  - Горна заднична вена (v. glutea superior)
  - Долна заднична вена (v. glutea inferior)
  - Вътрешна срамна вена (v. pudenda interna)

##### Страница 676
- Tributaries на вътрешната хълбочна вена
  - Obturator vein (v. obturatoria)
  - Странична кръстцова вена (v. sacrales laterales)
  - Middle hemorrhoidal vein (v. hæmorrhoidalis media)
- hemorrhoidal plexus (plexus hæmorrhoidalis)
- pudendal plexus (plexus pudendalis; vesicoprostatic plexus)
  - prostatic veins
  - prostatic plexus
- vesical plexus (plexus vesicalis)
- Dorsal veins of the penis (vv. dorsales penis)
- uterine plexuses

##### Страница 677
- vaginal plexuses

#### Обща хълбочна вена

##### Страница 677
- Обща хълбочна вена (v. iliaca communis)
  - Дясна обща хълбочна вена (v. iliaca communis dextra)
  - Лява обща хълбочна вена (v. iliaca communis sinistra)
- Средна кръстцова вена (v. sacrales mediales)

#### Долна празна вена(v. cava inferior)

##### Страница 677
- Долна празна вена (v. cava inferior)

##### Страница 678
- Долна празна вена (v. cava inferior)
  - Valve of the долната празна вена
- right phrenicopericardiac ligament
- Tributaries of долната празна вена
  - Lumbar veins (vv. lumbales)
    - ascending lumbar

  - Spermatic veins (vv. spermaticæ)
    - pampiniform plexus

##### Страница 679
- Tributaries of долната празна вена
  - Овариална вена (v. ovarica)
  - Бъбречна вена (v. renales)
  - Надбъбречна вена (v. suprarenal)
  - Inferior phrenic veins (vv. phrenicæ inferiores)
  - Чернодробна вена (v. hepatica)

## Theportal systemofveins(Тема 174)

### Страница 680
- portal system
- sinusoids

### Страница 681
- Портална вена (v. portae)
- ligamentum teres (obliterated umbilical vein)
- ligamentum venosum (obliterated ductus venosus)
- tributaries на порталната вена
  - Слезкова вена (Далачна вена) (v. lienalis)
    - Къса стомашна вена (v. gastrica breve)
    - left gastroepiploic vein (v. gastroepiploica sinistra)
    - pancreatic veins (vv. pancreaticæ)
    - Долна опорачна вена (v. mesenterica inferior)
    - superior hemorrhoidal vein

### Страница 682
- tributaries на порталната вена
  - Слезкова вена (v. lienalis)
    - sigmoid veins

  - Горна опорачна вена (v. mesenterica superior)
    - right gastroepiploic vein (v. gastroepiploica dextra)
    - pancreaticoduodenal veins (vv. pancreaticoduodenales)

  - Коронарна вена (v. coronaria)
  - Pyloric vein
  - Cystic vein (v. cystica)
  - Parumbilical veins (vv. parumbilicales)